# Critérium du Dauphiné libéré 1987
La 39e édition du Critérium du Dauphiné libéré a eu lieu du 25 mai au 2 juin 1987. Elle a été remportée par le Français Charly Mottet. Il devance au classement général Henry Cardenas et Ronan Pensec.

## Classement général final
| Rang | Vainqueur           | Équipe | Pays     | Temps            |
| ---- | ------------------- | ------ | -------- | ---------------- |
| 1er  | Charly Mottet       |        | France   | 34 h 30 min 25 s |
| 2e   | Henry Cardenas      |        | Colombie | 2 min 44 s       |
| 3e   | Ronan Pensec        |        | France   | 3 min 32 s       |
| 4e   | Thierry Claveyrolat |        | France   | 3 min 54 s       |
| 5e   | Bruno Cornillet     |        | France   | 5 min 17 s       |
| 6e   | Bernard Vallet      |        | France   | 5 min 30 s       |
| 7e   | Régis Simon         |        | France   | 5 min 50 s       |
| 8e   | Luc Leblanc         |        | France   | 6 min 2 s        |
| 9e   | Eduardo Chozas      |        | Espagne  | 7 min 56 s       |
| 10e  | Pascal Simon        |        | France   | 8 min 23 s       |

## Les étapes
| Étape     | Date   | Villes étapes                            | type     | Distance (km) | Vainqueur d'étape   | Leader du classement général |
| --------- | ------ | ---------------------------------------- | -------- | ------------- | ------------------- | ---------------------------- |
| Prologue  | 25 mai | Grenoble – Grenoble                      | prologue | 3             | Erich Maechler      | Erich Maechler               |
| 1re étape | 26 mai | Grenoble – Ferney-Voltaire               |          | 202           | Laurent Biondi      | Acácio da Silva              |
| 2e étape  | 27 mai | Bellegarde-sur-Valserine – Saint-Étienne |          | 195           | Bruno Cornillet     | Bruno Cornillet              |
| 3e étape  | 28 mai | Saint-Étienne – Valence                  |          | 110           | Bruno Wojtinek      | Bruno Cornillet              |
| 4e étape  | 29 mai | Valence – Valence                        |          | 32            | Erich Maechler      | Erich Maechler               |
| 5e étape  | 30 mai | Chambéry – Lyon                          |          | 202           | Niki Rüttimann      | Erich Maechler               |
| 6e étape  | 31 mai | Chambéry – Valfréjus                     |          | 183           | Henry Cárdenas      | Charly Mottet                |
| 7e étape  | 1 juin | Bardonnèche – Barcelonnette              |          | 163           | Thierry Claveyrolat | Charly Mottet                |
| 8e étape  | 2 juin | Sisteron – Carpentras                    |          | 193           | Clarence Knickman   | Charly Mottet                |